# Tarzan and the Forbidden City
Tarzan and the Forbidden City (Tarzan e a Cidade Proibida (título em Portugal) ) é um romance de autoria do escritor norte-americano Edgar Rice Burroughs. Publicado em 1938, é o vigésimo-primeiro de uma série de vinte e quatro livros sobre o personagem Tarzan.
O romance é a adaptação de uma história escrita por Rob Thompson para a série de rádio Tarzan and the Diamond of Asher.
Com o título ligeiramente modificado para Tarzan in the Forbidden City, o livro tornou-se a primeira obra de Burroughs a ser editada em capa mole (paperback) e ser vendida a preços populares.
O livro permanece inédito no Brasil.

## Resumo
Paul D'Arnot, velho amigo de Tarzan, pede a ele que o ajude a encontrar o aventureiro Brian Gregory, que desapareceu enquanto ia atrás de uma lendária joia, chamada "O Pai dos Diamantes". Constitui-se uma expedição, sob o comando do pai e da irmã do aventureiro, em que alguns membros escondem interesses pouco confessáveis.
Enquanto isso, outro safári segue à frente, formado pelo caçadores de tesouro Atan Thome, Lal Taask e Magra, todos das Índias Orientais. Seu objetivo é, unicamente, apossar-se da gema.
Entre perigos e desafios, os dois grupos chegam a Tuen-Baka, um vulcão adormecido, em cuja cratera os reinos ocultos de Ashair e Thobos vivem às turras. Sob a água, existe um templo para os rituais pagãos.
As expedições são feitas prisioneiras e precisam se haver com déspotas corruptos, batalhas em arenas e tentativas de sacrifícios em altares religiosos. Além dos inimigos humanos, Tarzan enfrenta adversários incomuns, como um dinossauro, uma serpente marinha e um tubarão.

## História editorial
A história foi escrita entre 10 de outubro e 18 de novembro de 1937.
A revista pulp Argosy publicou a obra em seis edições sucessivas, com o título de The Red Star of Tarzan, de 19 de março a 23 de abril de 1938, com capa do primeiro número assinada por Rudolph Belarski. Samuel Cahan fez um desenho para as páginas internas de cada um dos números. A história foi severamente reescrita, a ponto de não parecer saída da pena de Burroughs.
A primeira edição em livro (capa dura) saiu pela Edgar Rice Burroughs, Inc., em 15 de setembro de 1938, com o texto original restaurado. A sobrecapa, o frontispício e quatro ilustrações internas são de autoria de John Coleman Burroughs, filho do autor.
A editora Bantam, de Los Angeles, lançou uma versão resumida, intitulada Tarzan in the Forbidden City, em capa mole, ao preço de dez centavos de dólar. Vendida em aeroportos, trens e rodoviárias até 1943, esta foi a primeira edição popular de um livro escrito por Burroughs.
Outra versão resumida, desta vez destinada às crianças, foi publicada em 1952, com capa de Don McLoughlin e ilustrações internas de Jesse Marsh. Essa adaptação foi reimpressa em 1954, com ilustrações internas adicionais de Tony Sgroi.
Em Portugal, o romance foi lançado pela editora lisboeta Portugal Press, que editou em língua portuguesa toda a obra de Burroughs sobre Tarzan.

## Adaptações

### Quadrinhos
A primeira quadrinização foi na forma de tiras diárias, ilustrada por Rex Maxon e roteirizada por Don Garden, foi publicada de 9 de maio a 8 de outubro de 1938.
Dez anos mais tarde, Rob Thompson reescreveu sua antiga história para o rádio, o que resultou em nova adaptação para as tirinhas. Com o título alterado para Tarzan and the Diamond of Ashra, ela recebeu arte dos irmãos Dan e Sy Barry.
A primeira versão para revista em quadrinhos foi publicada pela Gold Key Comics nas edições de fevereiro e abril de 1970 de "Tarzan of the Apes", com ilustrações de Paul Norris e roteiro de Gaylord Du Bois.